# Cosmonauta da appartamento
Cosmonauta da appartamento è il quarto album di inediti del cantautore italiano Joe Barbieri.

## Descrizione
Contenente 11 brani a firma dello stesso artista, e dedicato al tema del viaggio, il disco è stato anticipato dal singolo L'arte di meravigliarmi che include il rap della cantante e ballerina spagnola La Shica, uscito nelle radio il 13 marzo del 2015. L'album si avvale inoltre delle partecipazioni di Peppe Servillo, Luz Casal e Hamilton De Holanda.
La pubblicazione italiana (avvenuta il 24 marzo 2015, su etichetta Microcosmo Dischi) è stata preceduta da quella per il mercato giapponese (l'11 marzo, su etichetta Core Port) e da quella sud-coreana (il 17 marzo, su etichetta C&L).
Il 9 settembre l'album viene nominato per la Targa Tenco nella categoria Album dell'anno.
L'edizione giapponese del disco contiene, come registrazione supplementare, il brano Dire, fare, baciare.
Il brano Cicale e chimere, scritto da Barbieri, era stato precedentemente interpretato (proprio insieme all'autore) dalla cantante Tosca nel suo album Il suono della voce.

## Tracce
1. Itaca – 3:32 (Giuseppe Barbieri)
2. Chiedi alla polvere – 3:17 (Giuseppe Barbieri)
3. La matematica di un sentimento – 3:12 (Giuseppe Barbieri)
4. Subaffitto – 3:27 (Giuseppe Barbieri)
5. L'arte di meravigliarmi – 3:45 (Giuseppe Barbieri) con La Shica)
6. Facendo i conti – 3:37 (Giuseppe Barbieri)
7. Nel bene e nel male – 3:42 (Giuseppe Barbieri)
8. Tu sai, io so – 2:52 (Giuseppe Barbieri) – con Peppe Servillo
9. Cicale e chimere – 2:55 (Giuseppe Barbieri)
10. Un arrivederci in cima al mondo – 4:18 (Giuseppe Barbieri) – con Luz Casal
11. Cosmonauta da appartamento – 2:35 (Giuseppe Barbieri) – con Hamilton De Holanda